# Ксав'є Самен
Ксав'є Самен (фр. Xavier Samin, нар. 1 січня 1978, Таїті) — таїтянський футболіст, воротар клубу «Тефана» та національної збірної Таїті.

## Клубна кар'єра
У дорослому футболі дебютував 2001 року виступами за команду клубу «Тефана», в якому провів усю ігрову кар'єру.

## Виступи за збірну
2002 року дебютував в офіційних матчах у складі національної збірної Таїті. Наразі провів у формі головної команди країни 27 матчів.
У складі збірної був учасником кубка націй ОФК 2012 року на Соломонових Островах, здобувши того року титул переможця турніру, а також розіграшу Кубка Конфедерацій 2013 року в Бразилії.

## Титули і досягнення
- Володар Кубка націй ОФК: 2012
- Бронзовий призер Кубка націй ОФК: 2002